# Croix percée de Neaufles-Saint-Martin
La Croix percée aussi appelée croix des Templiers est une croix de pierre qui a peut-être été taillée dans un ancien menhir. Elle est située sur la commune de Neaufles-Saint-Martin dans le département de l’Eure en France.

## Localisation
La croix est située dans un champ au bord de la route départementale D10 entre les communes de Neaufles-Saint-Martin et Gisors.

## Description
C’est l’une des dernières croix romanes encore debout en Normandie. Elle offre quatre angles avancés et quatre losanges percés à jour. Elle est ornée sur chacune de ses arêtes d’une torsade ou câble.

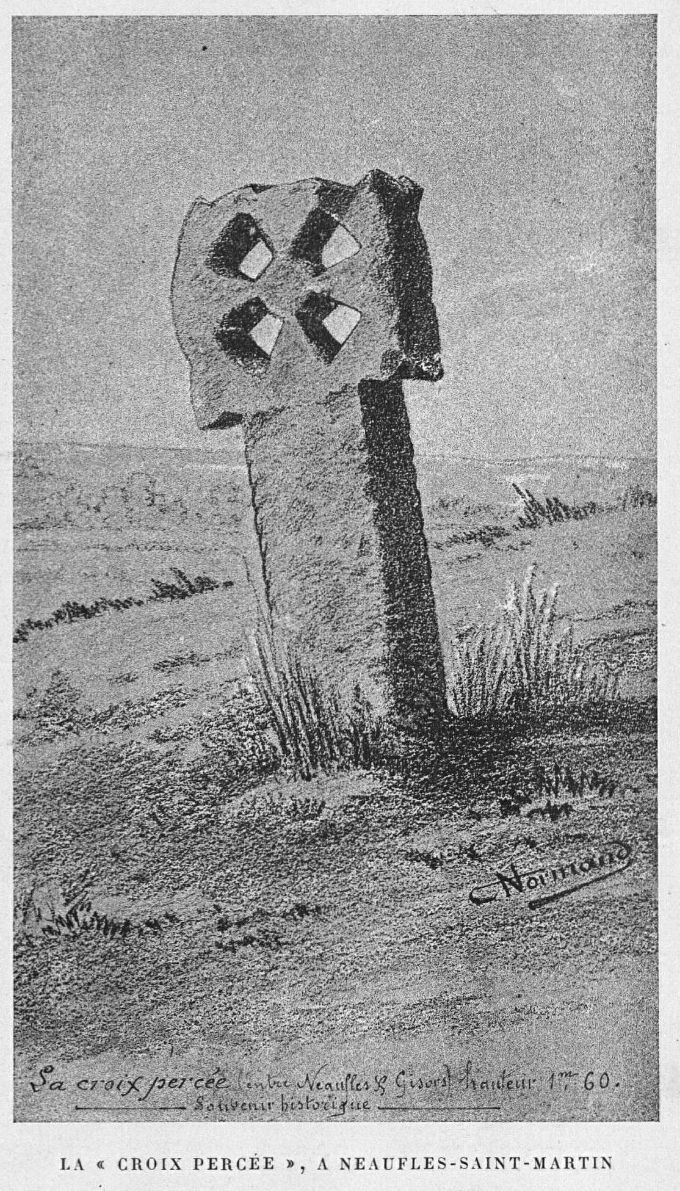
Croix percée dessinée par C. Normand vers 1890
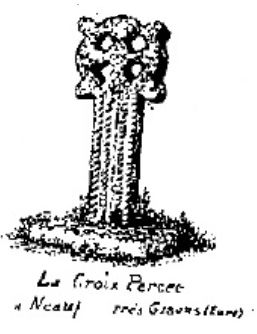
Croix percée dessinée par Léon Coutil vers 1918
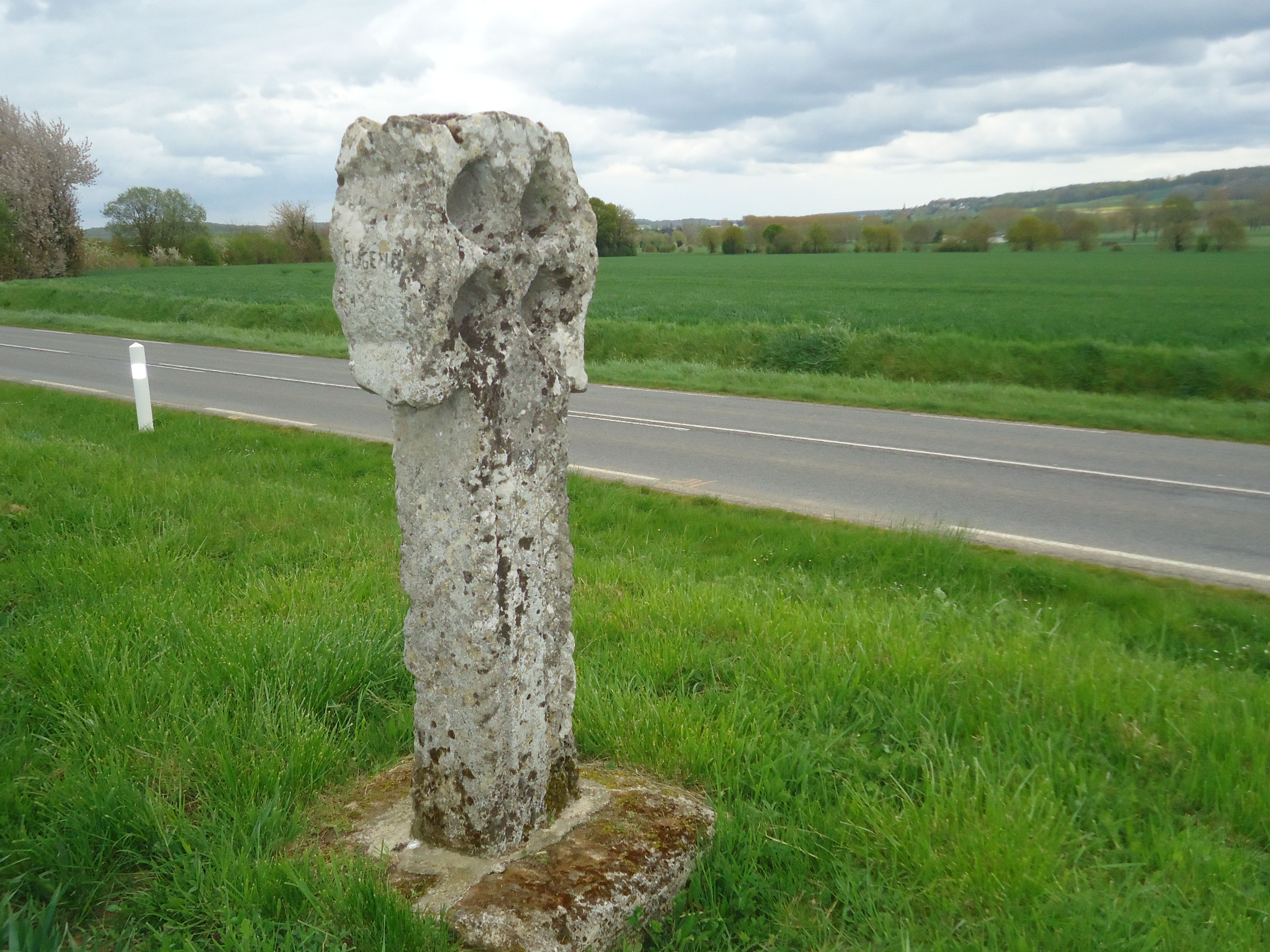
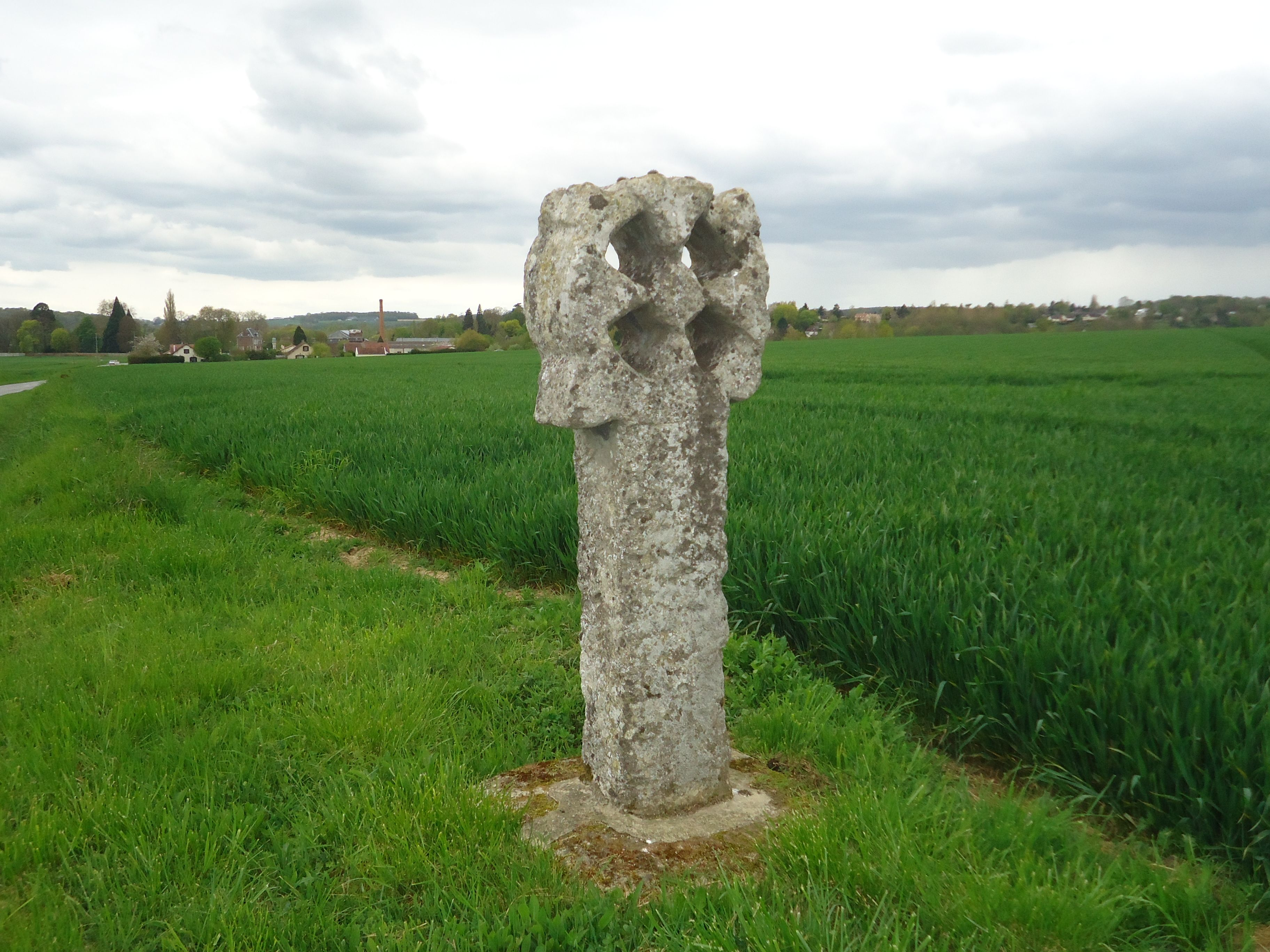
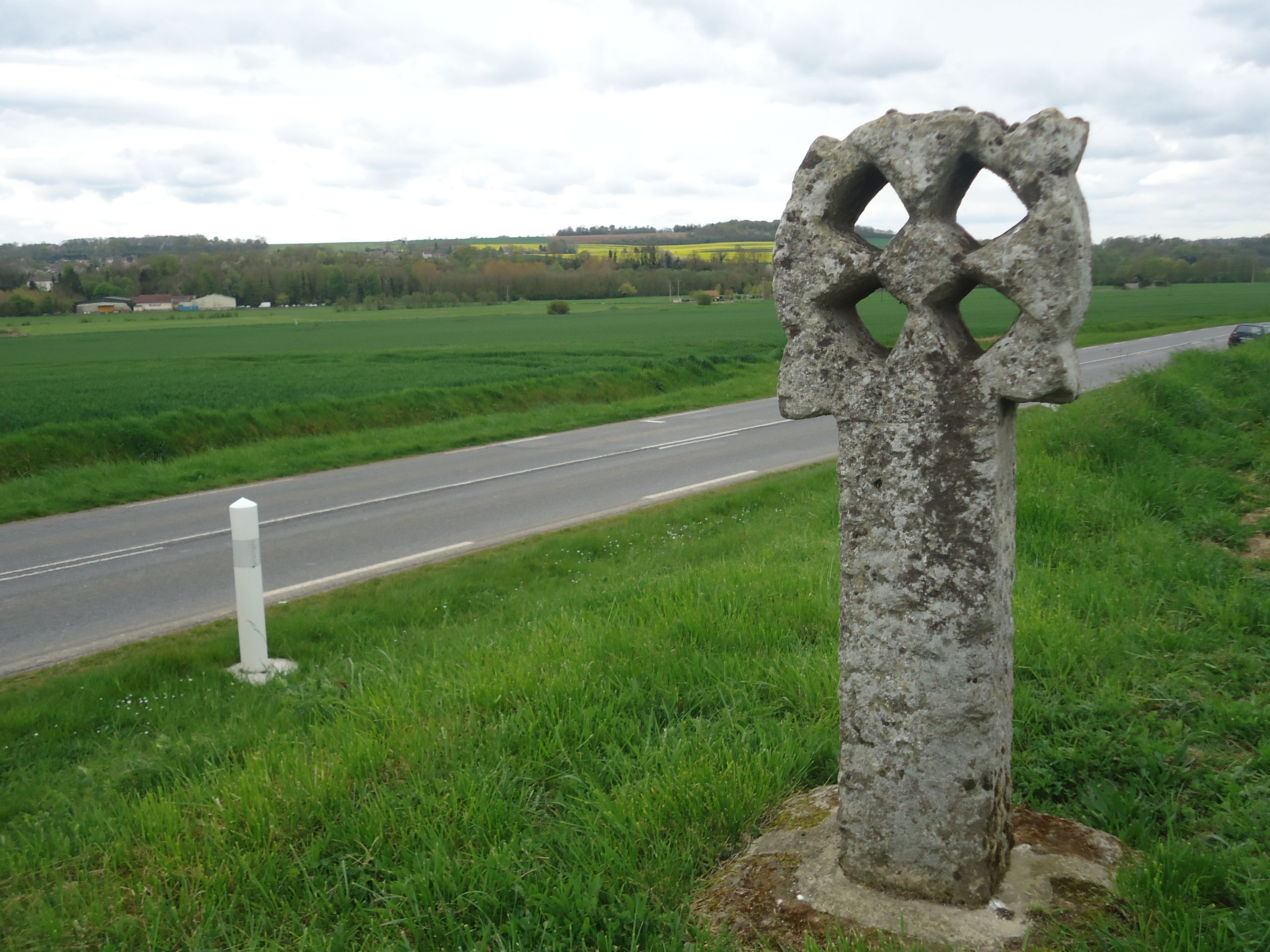
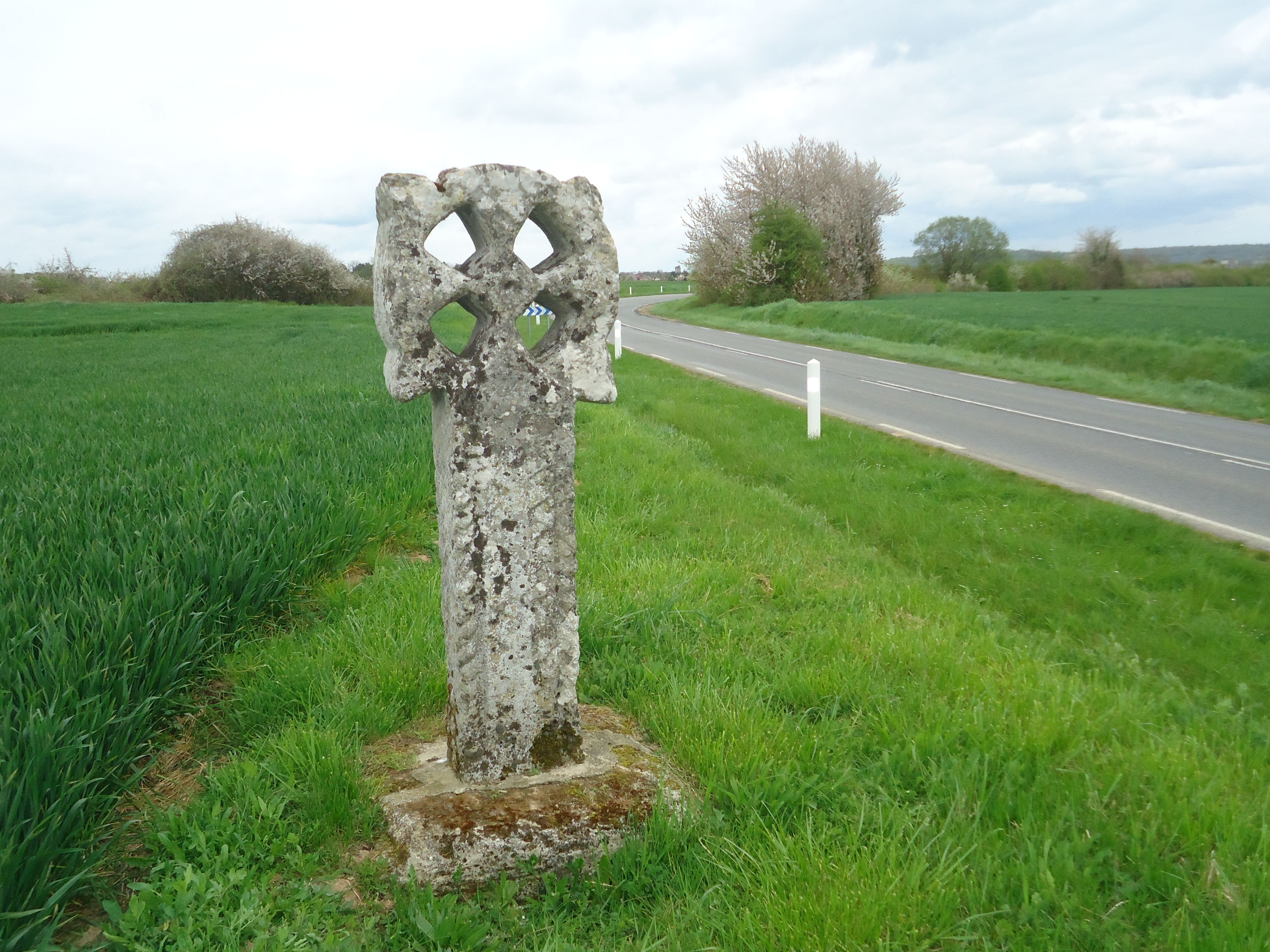

## Historique
Son origine reste mystérieuse. Dieudonné Dergny écrit en 1896 qu’« elle fut élevée vers le XIIe siècle à l’occasion de quelque évènement dont elle était destinée à perpétuer le souvenir, mais qu’aujourd’hui, l’on ignore complètement. » Il en veut pour preuve les ornementations des arêtes qui, pour lui, sont spéciales au XIe et XIIe siècle.
Léon Coutil, président de la Société préhistorique française, considère qu’il est possible que ce soit un menhir christianisé à l’instar de la Croix Roger à Heudebouville ou de la Croix-aux-Chiens à Saint-Pierre-du-Val. Il date la christianisation de la pierre au IXe ou Xe siècle dans le but de commémorer la rencontre qui eut lieu à Neaufles-Saint-Martin en septembre 856 entre Charles II le Chauve et les principaux seigneurs du royaume pour organiser la défense contre les raids des Vikings.
Enfin, il est remarquable que la croix soit située du côté du Vexin normand relevant du duché de Normandie, en face du Vexin français relevant du domaine royal. En revanche, hormis la forme de la croix rappelant les croix templières, aucun fait historique précis ne permet de la rattacher aux templiers. Par ailleurs, ce modèle de croix percées est très fréquent en Angleterre et est généralement celui des croix identifiées comme anglo-scandinaves du fait de leur sculpture ou iconographie, par exemple la croix du cimetière de Scroxton (Leicestershire). On trouve également un modèle de croix percées similaires fréquemment représenté en Cornouailles britannique.
Les études faites sur le monument à l’occasion de son inscription au titre des monuments historiques datent sa réalisation de la 2e moitié du XIIe siècle. Son inscription est actée par l’arrêté du 8 mai 1926.